# Оранжерея

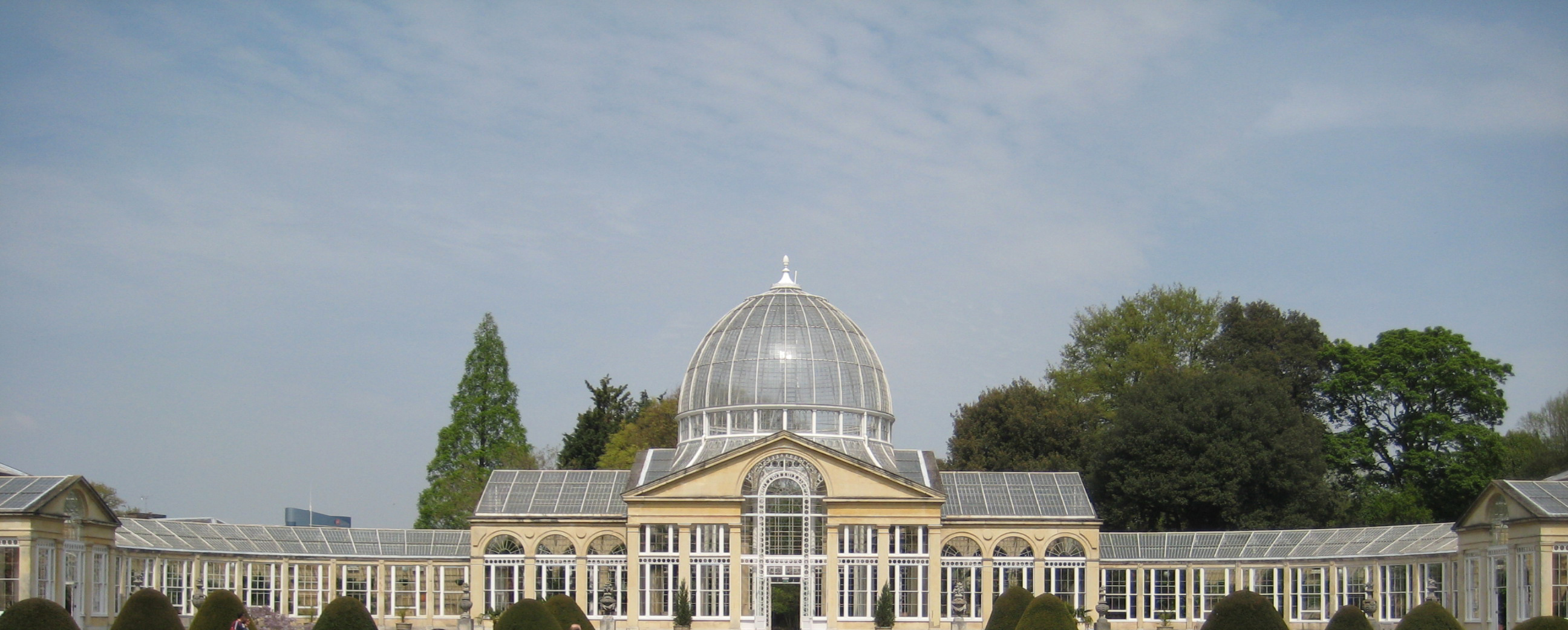
Оранжерея Сайон-хауса в окрестностях Лондона (1828-30)

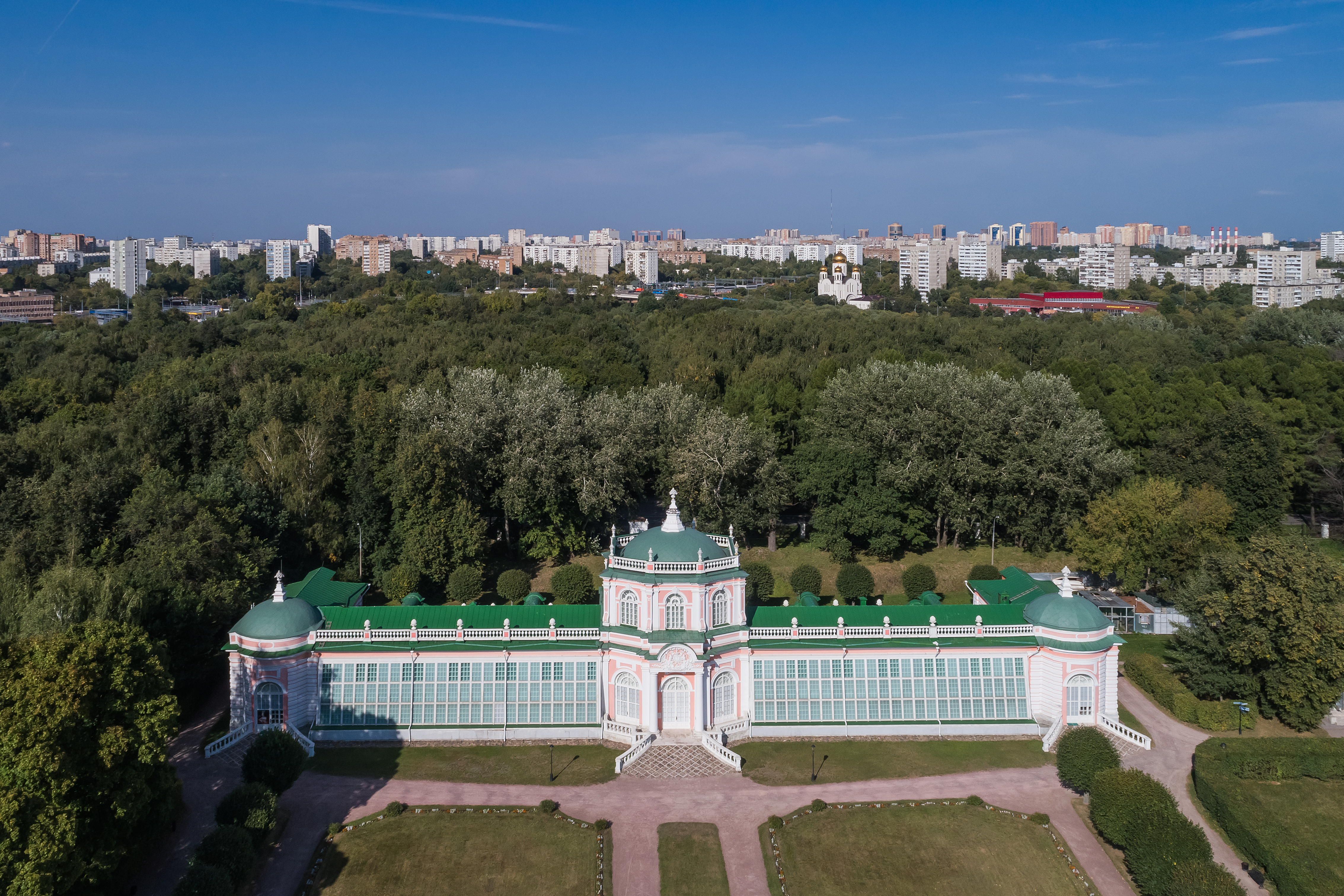
Оранжерея XVIII века в Кусково

Оранжере́я — пристройка или строение для выращивания растений, искусственная экосистема.

## История
Первые оранжереи появились во второй половине XVI века во Франции и предназначались только для зимнего сохранения теплолюбивых плодовых растений. Первая стеклянная оранжерея с печным отоплением для круглогодичного выращивания экзотических растений была построена в Ботаническом саду Лейдена в 1599 году. В 1646 году они появляются в Амстердаме, в 1714-м — в Париже. В XVII-XIX веках оранжереи были популярны в богатых европейских домах для выращивания апельсинов (orange) и других экзотических растений. Так, французский натуралист Бори де Сен-Венсан, попавший в Вену в 1805 году, пишет о впечатлении, которые произвели на него дома местной аристократии: «Мне показался очаровательным новый для меня обычай: почти все светские дамы украшали свое жилище оранжереями, где даже зимой разливалось благоухание самых редких и удивительных растений».
Постепенно оранжереи начинают украшать и дома буржуазии: «Сегодня это необходимое дополнение к любому мало-мальски приличному саду», — пишет барон Эрнуф в 1862 году. В это время во Франции распространяется мода на гостиную-оранжерею, примером которой может служить оранжерея, описанная в романе Эмиля Золя «Добыча» (1871).
В русском переводе романа «Добыча» Эмиля Золя, оранжерея описывается так:
«Справа примыкала к дому огромная оранжерея, сообщавшаяся через стеклянную дверь с одной из гостиных нижнего этажа. Сад, отделенный от парка Монсо низеньким каменным забором, был заполнен редкими растениями. Тропические деревья и лианы создавали тень, в которой стояли плетеные кресла».

## Устройство и использование
Оранжереи строятся из стекла или пластика. Внутри них исходящее от солнца инфракрасное излучение подогревает растения и почву. Воздух, нагретый от внутренней поверхности, удерживается внутри конструкции крышей и стенками.
Стекло, из которого состоят стенки оранжереи, играет роль выборочно передающей среды для различных спектральных частот, его действие заключается в улавливании энергии внутри оранжереи, при помощи чего нагреваются как растения, так и почва. Это нагревает воздух вблизи почвы, который не поднимается вверх и не просачивается вовне.
Оранжереи часто используются для выращивания декоративных растений, овощей, фруктов и табака.
Шмели — наиболее предпочтительные опылители для большинства оранжерейных растений, хотя используются и другие виды насекомых — например, пчёлы, а также искусственное опыление.
Многие овощи и декоративные растения выращиваются в оранжереях в конце зимы и начале весны, а затем, с наступлением тёплой погоды, пересаживаются в открытый грунт. Пророщенные семена обычно поступают в продажу в период, пригодный для пересадки.
Условия оранжереи должны отвечать особым требованиям, сравнимым с растениеводством на открытом грунте. При регулировании температуры оранжереи принимают во внимание температуру наружного воздуха, силу ветра, освещённость теплиц, а также фазы роста и развития растений и время пересадок. Вредители и болезни, чрезмерность и недостаточность температуры и влажности должны контролироваться при обязательном наличии источника для полива. Особые виды оранжерей для определённых культур, таких как томаты, повсеместно используются для растениеводства в коммерческих масштабах.
Оранжереи имеют особенное значение в секторе пищевой промышленности северных стран. Однако самый крупный комплекс теплиц находится в испанской провинции Альмерия. Крупные комплексы оранжерей расположены также в провинции Онтарио в Канаде, Голландии и графстве Кент в Великобритании. В Лас-Вегасе планируется строительство 30-этажной оранжереи стоимостью $200 млн.

## Галерея

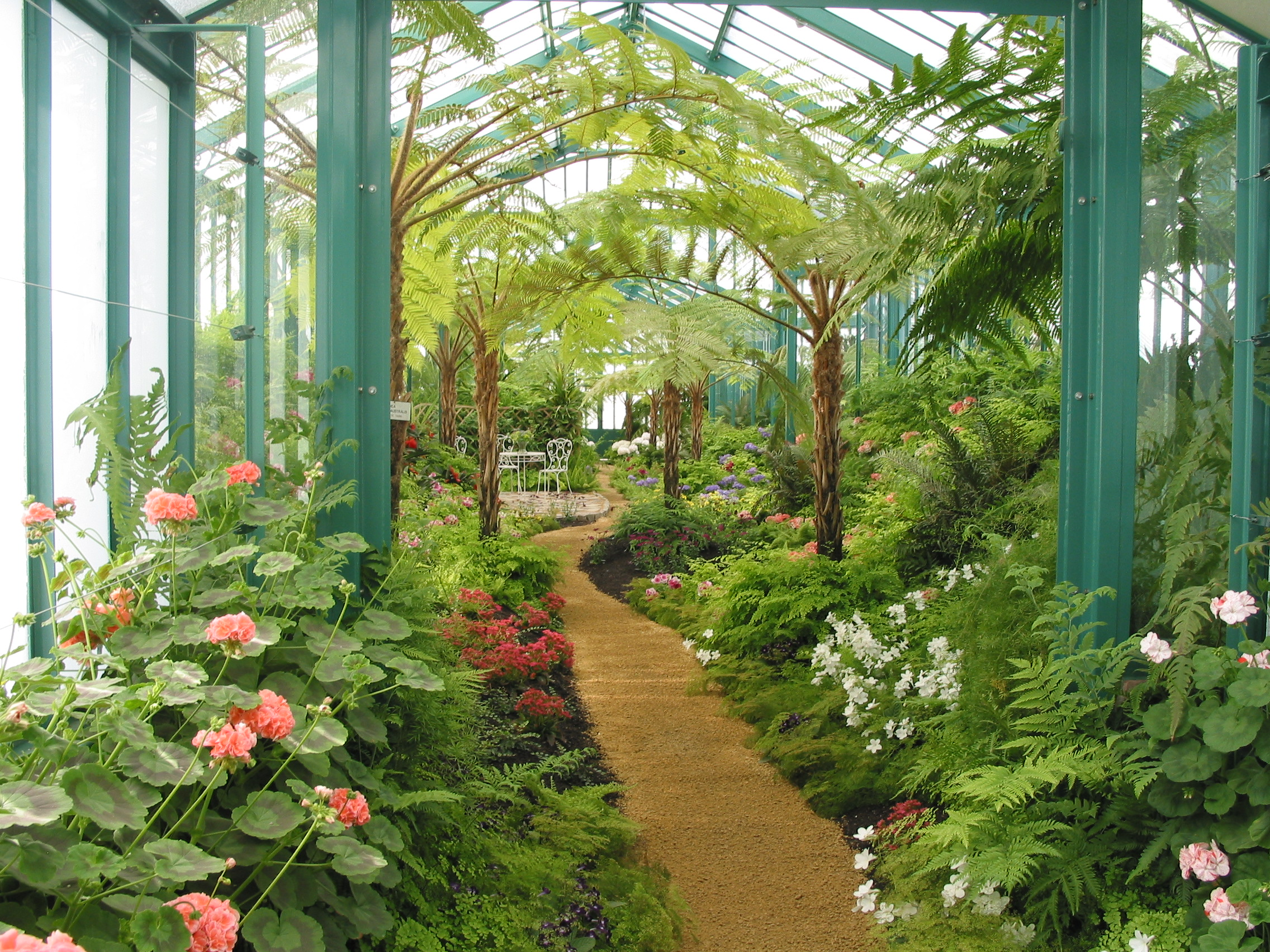
Королевские оранжереи в Лакене[англ.]
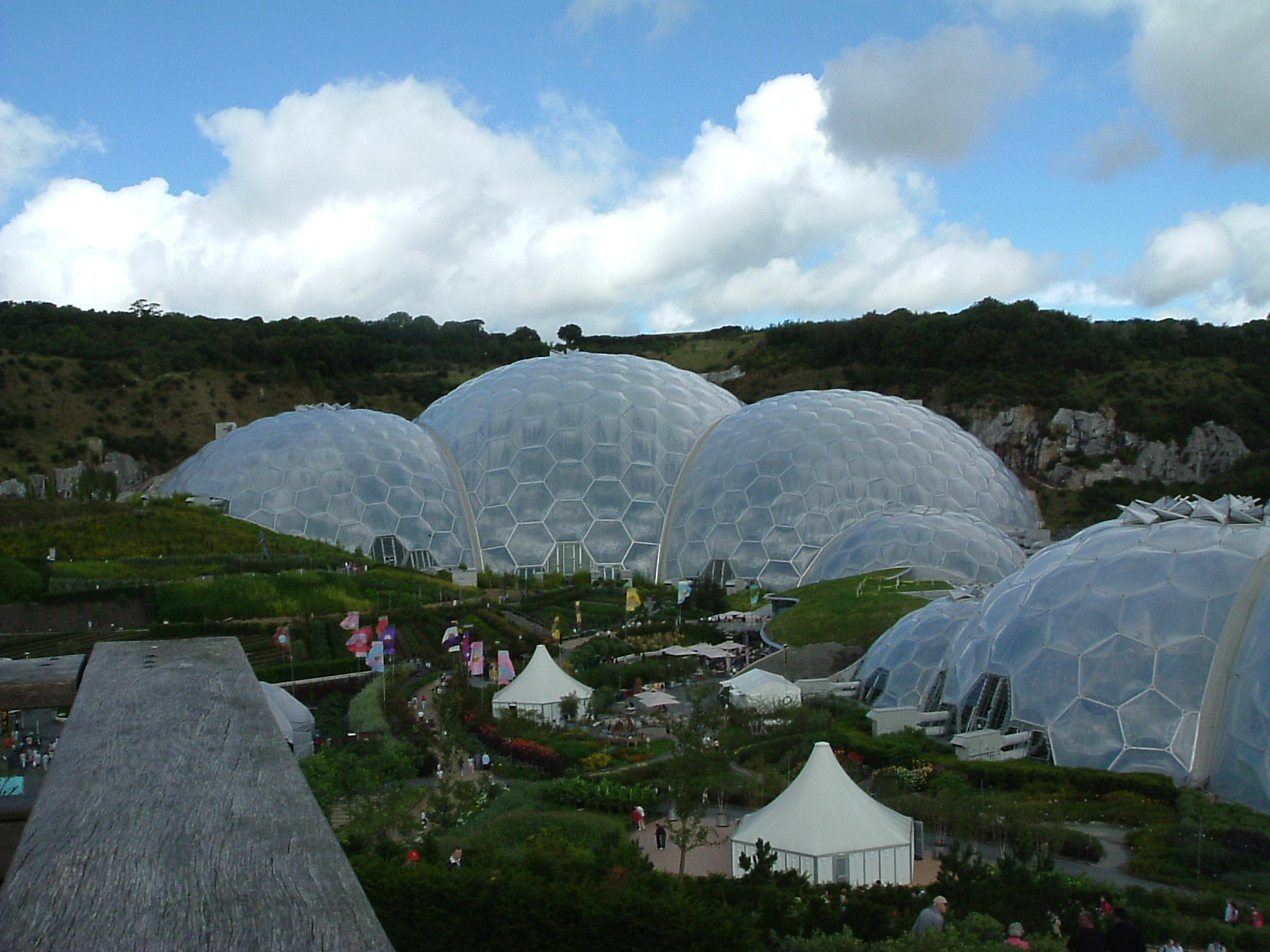
Проект «Эдем»
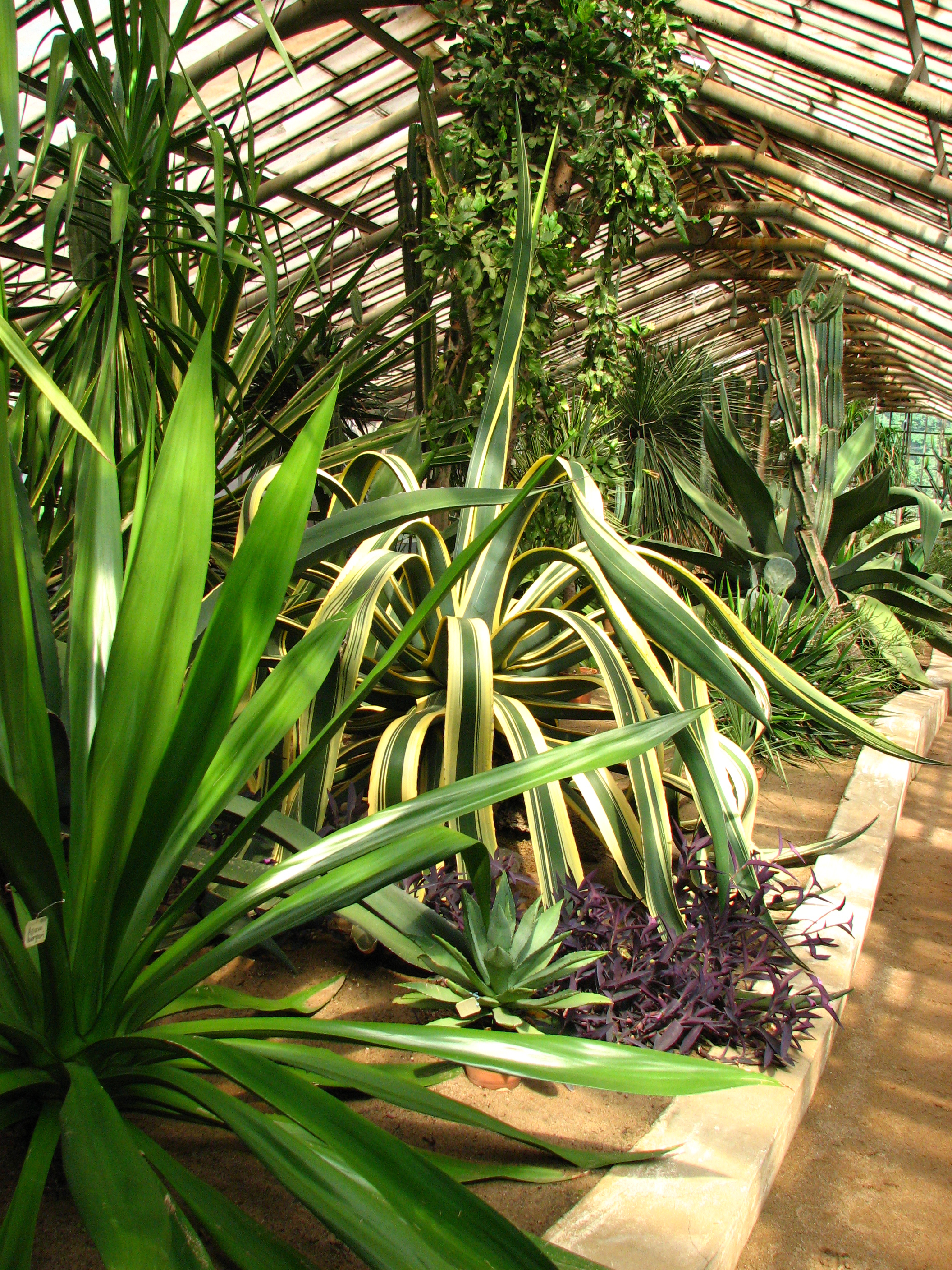
Коллекция агав в субтропической оранжерее в Ботаническом саду Санкт-Петербурга